# Amenaza de bomba
Una amenaza de bomba o alerta de bomba es una amenaza, generalmente verbal o escrita, de detonar un dispositivo explosivo o incendiario para causar daños materiales, muertes, lesiones y provocar miedo, independientemente de si dicho dispositivo existe realmente.

## Historia
Las amenazas de bomba se utilizaron para incitar miedo y violencia durante el Movimiento por los derechos civiles en Estados Unidos, durante el cual el líder del movimiento Martin Luther King Jr. recibió múltiples amenazas de bomba durante discursos públicos, y las escuelas obligadas a integrarse enfrentaron una fuerte oposición, resultando en 43 amenazas de bomba contra la Central High School en Arkansas, transmitidas por televisión y radio.

## Motivaciones
Los motivos supuestos para las amenazas de bomba incluyen: "humor, autoafirmación, ira, manipulación, agresión, odio y desvalorización, omnipotencia, fantasía y distorsión psicótica", ideología, retaliación y creación de caos. Muchas de las motivaciones basadas en emociones personales son especulativas. Las amenazas de bomba que no son bromas suelen formar parte de otros delitos, como extorsión, incendios provocados o secuestro de aeronaves. Los atentados reales para destrucción maliciosa de propiedades, terrorismo o asesinato suelen perpetrarse sin previo aviso.

### Ideológicas
Las amenazas de bomba pueden estar motivadas por diferencias políticas, religiosas e ideológicas. Estas incluyen temas políticos, aborto, experimentación con animales, ecoterrorismo y el uso de energía nuclear. El objetivo de estas amenazas es atraer atención hacia ciertas causas o incitar miedo y disturbios entre quienes las apoyan. Algunas amenazas tienen motivaciones raciales, mientras que otras se dirigen contra lugares de culto o instalaciones de investigación y médicas.

### Extorsión
Las amenazas de bomba como parte de esquemas de extorsión exigen algún tipo de soborno, pago o incentivo para evitar el uso de una bomba. El pago puede realizarse en efectivo, Bitcoin, o forzando a la víctima a cumplir con las demandas.

### Dispositivo falso
Un dispositivo falso tiene la apariencia de un dispositivo destructivo o arma biológica y está destinado a hacer que una persona razonable asuma que el objeto es un dispositivo destructivo capaz de causar lesiones o muerte. Debido al potencial de pérdida de vidas, lesiones y daños materiales de una detonación de bomba, las amenazas de bomba son tratadas como reales y con intenciones maliciosas por las autoridades hasta que se demuestre lo contrario. Las amenazas de bomba hechas como bromas o travesuras, especialmente contra escuelas, generan anualmente miles de dólares en costos de aplicación de la ley, otros recursos gubernamentales y tiempo educativo. Estas amenazas pueden hacerse como distracciones o interrupciones, obligando a los funcionarios escolares a cancelar o posponer actividades planificadas como exámenes.

### Bandera falsa
Las amenazas de bomba de bandera falsa se hacen para crear la apariencia de que un grupo o persona específica es responsable de una actividad, disfrazando a los verdaderos perpetradores.

### Políticas
Las amenazas de bomba pueden ser parte de operaciones con motivaciones políticas. Por ejemplo, se informó que fue utilizada como pretexto por el gobierno de Bielorrusia para desviar el Vuelo 4978 de Ryanair a Minsk para arrestar a Raman Pratasevich, una figura de la oposición. Como resultado, la nación fue acusada de cometer terrorismo de Estado.

## Objetivos

### Escuelas y universidades
Las amenazas de bomba suelen dirigirse a instituciones educativas. Generalmente son realizadas por estudiantes abrumados por la presión académica, resentidos con la escuela o actuando por impulsos violentos. Su frustración puede dirigirse a grupos o individuos específicos de la comunidad escolar. Durante 1999 (el año más reciente con datos publicados públicamente hasta 2005) aproximadamente el 5% de las amenazas de bomba en los Estados Unidos se dirigieron a escuelas. Más de una década después, las amenazas de bomba contra escuelas aumentaron un 33% mientras que las amenazas contra residencias disminuyeron un 35% entre 2014 y 2016. Los perpetradores de amenazas de bomba suelen ser expulsados o despedidos de la escuela inmediatamente. 
El 16 de diciembre de 2013, aproximadamente a las 8:30 a. m., los exámenes finales en la Universidad de Harvard fueron interrumpidos por varios correos electrónicos anónimos que amenazaban con colocar bombas de metralla en varios lugares del campus. El FBI acusó a Eldo Kim, un estudiante de segundo año en Harvard, por las falsas amenazas de bomba al día siguiente.
Eldo Kim aceptó asumir la responsabilidad por su intento de cancelar los exámenes finales de otoño de 2013 el 19 de noviembre de 2014. Tras su acuerdo legal, Kim aceptó publicar su confesión en The Harvard Crimson el 25 de noviembre, pagar una restitución a las agencias de aplicación de la ley, completar un programa de rehabilitación "de desvío", permanecer bajo confinamiento domiciliario durante cuatro meses y realizar 750 horas de servicio comunitario.

### Figuras públicas
Las amenazas de bomba contra figuras políticas, como el Presidente de los Estados Unidos, ocurren regularmente y son ilegales bajo la Sección 871 del Título 18 del Código de los Estados Unidos.
La Familia real británica, específicamente la reina Isabel, ha enfrentado amenazas de bomba basadas en culpas por las acciones del gobierno británico. Las celebridades también pueden ser víctimas de amenazas de bomba, especialmente aquellas que han expresado opiniones políticas, o aquellos que son líderes de causas políticas. El autor Salman Rushdie y su editorial enfrentaron múltiples amenazas de bomba de grupos fundamentalistas islámicos debido a su controvertido libro The Satanic Verses, que fue interpretado por estos grupos como opuesto a la ideología musulmana.

### Infraestructura pública y gubernamental

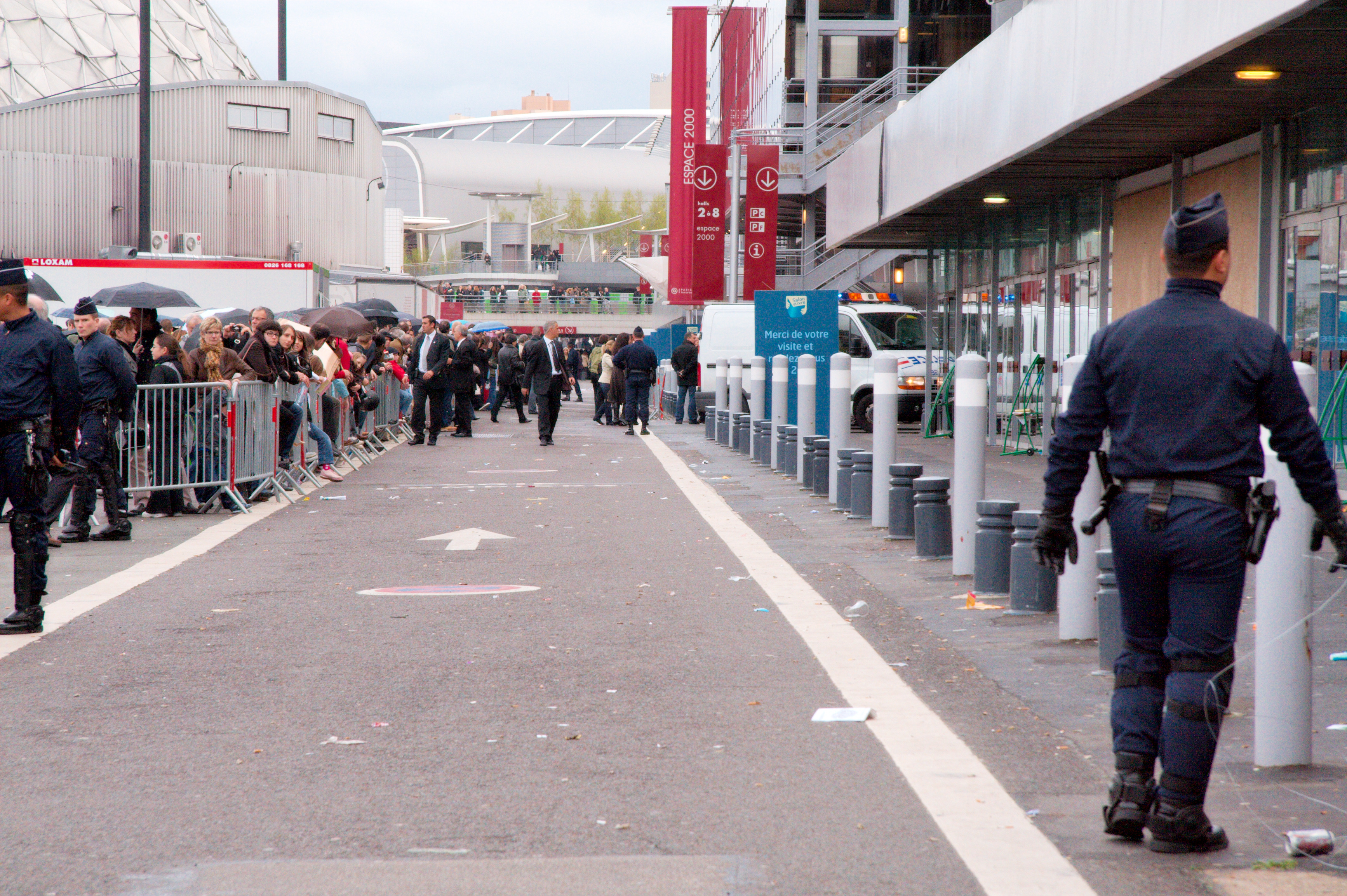
Evacuación de Paris Expo Porte de Versailles durante el Salon du livre de Paris de 2008, tras una amenaza de bomba.

Muchas edificaciones son receptoras de amenazas de bomba, incluidos centros de transporte como aeropuertos y estaciones de tren, plantas de energía, instalaciones médicas, y edificios gubernamentales como El Pentágono, la Embajada de Estados Unidos, y la Casa Rosada. Entre estos, los aeropuertos, ayuntamientos y tribunales son los más propensos a experimentar amenazas de bomba repetidas. Entre las amenazas de bomba relacionadas con el transporte, las amenazas y la información falsa proporcionada conscientemente sobre bombas en aviones generan la respuesta más severa.

### Instituciones privadas y negocios
Las instituciones privadas y negocios, como bancos, grandes almacenes, centros comerciales, casinos, restaurantes, plantas de manufactura y paradas de camiones, han sido receptores de amenazas de bomba por diversas razones. Algunas amenazas de bomba se hacen por diferencias ideológicas u oposición a la misión o percepción de la misión de la institución, como las realizadas contra Planned Parenthood y clínicas de aborto, organizaciones de noticias como CNN, o instalaciones nucleares. Desde 1983 hasta 1992, el World Trade Center experimentó aproximadamente 350 amenazas de bomba y alertas por diversas razones.
Algunas amenazas están motivadas por dinero, involucrando a un delincuente que exige un pago de un banco o gran almacén por teléfono público. Otras razones para atacar un restaurante o centro comercial incluyen venganza o vandalismo, los motivos principales encontrados en un estudio que analizó a 69 delincuentes finlandeses.

## Métodos
La mayoría de las amenazas de bomba son perpetradas por hombres de mediana edad que hacen estas amenazas por teléfono. Diferentes tipos de delincuentes tienden a llamar directamente al objetivo por un teléfono público para exigir dinero, llamar directamente a una línea personal por resentimiento, o llamar a líneas de servicios de emergencia y hacer amenazas por entretenimiento personal.
Las amenazas de bomba también pueden hacerse por mensaje de texto, como en el caso de un mensaje de marzo de 2004 a un operador privado que advertía de bombas en cinco escuelas de Washington, D.C., y mensajes de febrero de 2014 a empleados escolares de la Universidad Ateneo de Manila.
Las amenazas de bomba pueden hacerse en cartas o notas, entregadas personalmente o a través del sistema de correo. Los paquetes destinados a imitar o representar bombas, incluidos mochilas, equipaje, bolsas o maletines, incluso si no tienen la capacidad de explotar debido a una construcción deficiente o elecciones intencionales, aún se tratan como posibles explosivos, como en el caso de 13 dispositivos enviados por correo a varios políticos y opositores de Donald Trump.
Las amenazas de bomba electrónicas pueden hacerse a través de sitios web, correo electrónico, o redes sociales, como en el caso de la ola de correos electrónicos de amenazas de bomba de Bitcoin de 2018 en los Estados Unidos y Canadá. Una serie de bombas enviadas por correo a celebridades basadas en sus ideologías políticas fue precedida por amenazas en Twitter.
También pueden hacerse cara a cara.

### Amenazas indirectas
Muchas actividades tratadas como amenazas de bomba no declaran explícitamente la intención de detonar un explosivo; sin embargo, transmiten a través del contexto o acción que se está haciendo una amenaza. Algunas acciones pueden indicar una intención de bomba, como estacionar un camión fuera de una clínica de aborto, tras un atentado similar realizado por el mismo vehículo. En otros escenarios, un mensaje que menciona bombas puede interpretarse como una amenaza según el contexto, como un correo electrónico a un director de escuela que dice "bomba", una declaración de que existe una bomba en un lugar específico, la expresión de un deseo de construir una bomba, una descripción de una bomba que fue colocada, u otras comunicaciones.

## Credibilidad y respuesta
La mayoría de las amenazas de bomba son falsas alarmas que no involucran explosivos reales, solo la incitación al miedo. Hay más amenazas de bomba que incidentes, con solo 14 de 1.055 incidentes escolares registrados de 1990 a 2002 precedidos por amenazas. Según la dinámica de amenaza Cazador-Aullador, el grupo de personas que hacen amenazas de bomba es en gran parte separado de aquellos que intentan un atentado real, que típicamente ocurre sin previo aviso.
El procedimiento estándar suele ser tomar todas las amenazas en serio porque los civiles suelen ser amenazados por ellas si son válidas, así como la comunidad, y pueden realizarse arrestos incluso por amenazas de bomba hechas falsamente, ya que en la mayoría de las jurisdicciones incluso las bromas son un delito. Los signos de que una amenaza es legítima incluyen un objeto fuera de lugar encontrado, un motivo o objetivos específicos declarados, y múltiples llamadas o amenazas específicas.
La policía y los profesionales en desactivación de explosivos suelen ser alertados para responder a incidentes de amenazas de bomba para evaluar y mitigar el daño potencial. Las escuelas y organizaciones gubernamentales ofrecen instrucciones y, a veces, capacitación para la planificación de prevención de bombas y la respuesta para ayudar a aquellos que enfrentan amenazas de bomba. Las organizaciones involucradas en la respuesta a una amenaza de bomba también pueden incluir agencias gubernamentales antiterroristas, departamentos de bomberos y otros servicios de emergencia.
La decisión de evacuar un área o edificio, dependiendo de la confiabilidad percibida de la amenaza, puede ser tomada por las autoridades locales de control o los responsables de la instalación objetivo basándose en el consejo de expertos en desactivación de explosivos. Cuando se trata de una instalación grande, puede ser muy difícil y consumir mucho tiempo asegurar la ausencia de cualquier bomba u otro dispositivo o sustancia peligrosa. Se realiza una búsqueda de paquetes fuera de lugar que tengan características como formas, sonidos, olores, filtraciones o componentes eléctricos inusuales. Los perros rastreadores de bombas pueden usarse como parte de esta búsqueda. La evidencia forense y las búsquedas de las fuerzas del orden se utilizan luego para intentar localizar al perpetrador.

### Ley
Aunque los términos "amenaza de bomba" y "alerta de bomba" a menudo se usan indistintamente, una amenaza de bomba en el contexto legal suele ser una declaración o alguna "intención comunicada de infligir daño", mientras que una "alerta de bomba" se refiere a situaciones de riesgo inminente, como el descubrimiento de una bolsa sospechosa. Estos son distintos de las declaraciones falsas hechas conscientemente sobre bombas, que también son criminalizadas en ocasiones.
Algunas definiciones legales incluyen la amenaza de uso, liberación o colocación de otros agentes dañinos, como venenos, patógenos biológicos, materiales radiactivos, o incluso un arma peligrosa (por ejemplo, a bordo de un avión). Otros estatutos aumentan las penas por amenazas hechas contra lugares o personas específicas (por ejemplo, instalaciones gubernamentales o dignatarios), y la posesión real de dispositivos o agentes dañinos. La persecución por hacer una amenaza de bomba depende solo de la creencia razonable de la víctima en la veracidad de la amenaza, en lugar de la existencia real de un dispositivo peligroso.

#### Estados Unidos
Un total de 1536 incidentes de amenazas de bomba ocurrieron en los Estados Unidos en 2016, 254 de los cuales se dirigieron a negocios y 186 a residencias. Los estatutos penales suelen dictar penas severas. Por ejemplo, en Massachusetts, se prevén penas de hasta 20 años de prisión, hasta 50.000 dólares de multa y restitución por los costos de la interrupción. Nueva York considera un "delito grave de clase E emitir una falsa amenaza de bomba dirigida a una escuela en el estado de Nueva York". Incluso una falsa amenaza de bomba tiene una multa máxima de 5.000 dólares y hasta 5 años de prisión. En el condado de Orange en Carolina del Norte, una persona puede enfrentar "un cargo por delito grave, una suspensión de 365 días, revocación de su licencia de conducir y una demanda civil de hasta 25.000 dólares".
La ley federal actual sobre amenazas de bomba se aplica a una persona que "amenaza por cualquier medio con la colocación o activación de un arma de destrucción masiva". Aunque hay cierta controversia sobre si la ley es demasiado amplia, algunos estatutos actuales que hacen ilegal las amenazas de bomba no definen una "amenaza" como una "verdadera amenaza", lo que significa que la intención de usar una bomba real, la existencia de un objetivo, o la capacidad de convencer al receptor de que existe una bomba, no es relevante. Esto se debe a que los actos verbales que inherentemente causan pánico no están protegidos bajo la Libertad de expresión. Sin embargo, otras directrices de sentencia se aplican solo a "acusados cuyo comportamiento evidenció una intención de llevar a cabo la amenaza".

### Sociedad
Es probable que las amenazas de bomba estén influenciadas por el poder de la sugestión y los medios de comunicación masivos, con amenazas que probablemente se hagan contra objetivos con reciente cobertura mediática. El análisis sugiere que las amenazas de bomba contra instalaciones de energía nuclear tienden a seguir una mayor publicidad de problemas con la energía nuclear. En los 6 meses posteriores a la Masacre de la Columbine High School de 1999, se reportaron 5,000 amenazas de bomba contra escuelas, con cientos más cada año. Antes de 1999, había aproximadamente 1 a 2 amenazas al año, pero para mayo de 1999 una encuesta de Gallup mostró que una quinta parte de los estudiantes adolescentes experimentaron una evacuación por amenaza de bomba. Debido a las tendencias de imitación, algunas escuelas están adoptando políticas de acción penal inmediata contra estudiantes atrapados haciendo tales amenazas, independientemente de la motivación. Además, el FBI ha creado una campaña, llamada “#ThinkBeforeYouPost”, y advierte a los estudiantes que no publiquen ni envíen amenazas contra una escuela en línea.

## Incidencias notables
- Amenaza de bomba en la NFL en 2006
- Amenazas de bomba de la Universidad de Pittsburgh de 2012
- Amenazas de bomba en escuelas australianas de 2016
- Amenazas de bomba a centros comunitarios judíos de 2017
- Intentos de atentados por correo en Estados Unidos de octubre de 2018
- Amenazas de bomba de Bitcoin de 2018
- Engaño de amenaza de bomba del Vuelo 4978 de Ryanair de 2021